# Ave (ciruela)
Ave es una variedad cultivar de ciruelo (Prunus domestica), de las denominadas ciruelas europeas.
Una variedad de ciruela criada en 1964 en el Centro de Investigación Polli Garden, Tartu, como cruce de 'Wilhelmine Späth' x 'Tartu kaunitar'.
Las frutas de tamaño grande de forma redondeada, su epidermis con un color rojo violeta o violeta parduzco, ligeramente asimétrica, recubierta de abundante pruina de resistencia media o fuerte, y pulpa de color blanquecina a amarillo verdoso, densidad media, buen o muy buen sabor agridulce. Tolera las zonas de rusticidad según el departamento USDA, de nivel 5 a 8.

## Historia
'Ave' variedad de ciruela europea que fue obtenida en 1964 por los investigadores Arthur Jaama y Eevi Jaama en el Centro de Investigación Hortícola Polli, dependiente del "Departamento de Ciencias de la Vida" de la Universidad de Tartu, siendo el resultado del cruce efectuado de 'Wilhelmine Späth' como "Parental Madre" x  polen de 'Tartu kaunitar' como "Parental Padre". De las plantas cultivadas a partir de semillas, se eligieron de entre ellas una de frutos grandes, que entró en el comparador nacional de variedades en 1981 a 1989.
En 1991, 'Ave' se incluyó en el rango de recomendación como variedad de jardín doméstico, y en 1991 también se recomendó cultivarla como variedad comercial. 'Ave' sigue siendo una de las variedades de ciruela más importantes del surtido recomendado por Estonia, y en 1998 también fue incluido en el surtido recomendado de Letonia. Un mes antes de la liquidación de la Unión Soviética (27.11.1991) 'Ave' recibió el certificado de autor n.º 5727 de Moscú. En 1998, 'Ave' fue inscrito en el registro de la República de Estonia y el 22.03.2004 se le entregó el certificado de variedad n.º 78.

## Características
'Ave' es un árbol de porte erguido, es de mediana altura. Rendimiento medio, se auto fertiliza satisfactoriamente con su propio polen. La resistencia al invierno es algo mejor que la de las antiguas variedades de Europa occidental (por ejemplo, 'Duke of Edinburgh'). El daño causado por el tizón de las hojas y la mancha plateada es promedio. Flor blanca, que tiene un tiempo de floración que comienza a partir del 21 de abril con el 10% de floración, para el 26 de abril tiene una floración completa (80%), y para el 3 de mayo tiene un 90% de caída de pétalos.
'Ave' tiene una talla de tamaño grande de 30 a 40 g, a veces 45 g, redondeada, su epidermis con un color rojo violeta o violeta parduzco, ligeramente asimétrica, recubierta de abundante pruina de resistencia media o fuerte; sutura con línea poco visible, de color algo más oscuro que el fruto; pedúnculo de longitud mediano, fuerte, con una longitud promedio de 11.05 mm; pulpa de color blanquecina a amarillo verdoso, densidad media, buen o muy buen sabor agridulce. En seguimiento como promedio de 12 años de análisis en el laboratorio químico (Kelt et al., 1997), los azúcares en la fruta fueron 8.9%, los ácidos 1,32% y vitamina C 9m%.
Hueso no adherente, grande, alargado, asimétrico, con el surco dorsal muy ancho y profundo, los laterales más superficiales, zona ventral poco sobresaliente, superficie rugosa.
Su tiempo de recogida de cosecha se inicia en su maduración a finales de agosto y principios de septiembre. El rendimiento por árbol suele oscilar entre 12 y 26 kg. Según los obtentores (Jaama, A. y E., 1990), las cosechas récord de Polli se produjeron en 1984 de una 50,9 kg de un árbol de siete años y en 1986 como promedio de doce árboles de nueve años 46,9 kilogramos.

## Usos
Se usa comúnmente como postre fresco de mesa buena ciruela de postre de fines de verano. Tiene también aplicaciones culinarias sobre todo para hacer compota.